# Salazie
Salazie é uma comuna francesa no departamento ultramarino de Reunião. Estende-se por uma área de 103.82 km², e possui 7.224 habitantes, segundo o censo de 2018, com uma densidade de 70 hab/km².